# Ypthima formosicola
Ypthima formosicola är en fjärilsart som beskrevs av Matsumura 1929. Ypthima formosicola ingår i släktet Ypthima och familjen praktfjärilar. Inga underarter finns listade i Catalogue of Life.